# Крижановице у Вишкову
Крижановице у Вишкову (чеш. Křižanovice u Vyškova) је насељено мјесто са административним статусом сеоске општине (чеш. obec) у округу Вишков, у Јужноморавском крају, Чешка Република.

## Становништво
Према подацима о броју становника из 2014. године насеље је имало 139 становника.